# Opp, Alabama
Opp är en stad (city) i Covington County, i delstaten Alabama, USA. Enligt United States Census Bureau har staden en folkmängd på 6 711 invånare (2011) och en landarea på 61,3 km².